# 282-й истребительный авиационный полк ПВО
282-й истребительный авиационный полк (282-й иап) — воинская часть Военно-воздушных сил (ВВС) Вооружённых Сил РККА, принимавшая участие в боевых действиях Великой Отечественной войны.

## Наименования полка
За весь период своего существования полк несколько раз менял своё наименование:
- 282-й истребительный авиационный полк ПВО
- 788-й истребительный авиационный полк ПВО
- 84-й гвардейский истребительный авиационный полк ПВО
- Полевая почта 65312

## Создание полка
282-й истребительный авиационный полк начал формирование 2 октября 1941 года в 8-м запасном истребительном авиаполку Приволжского военного округа на аэродроме Багай-Барановка Саратовской области за счёт летного состава Сталинградской ВАШП и технического состава 127-го иап и 166-го иап на самолётах Як-1. По окончании формирования 15 октября 1941 года включён в состав 102-й истребительной авиадивизии ПВО.

## Переименование полка
282-й истребительный авиационный полк ПВО 18 марта 1942 года переименован в 788-й истребительный авиационный полк ПВО.

## В действующей армии
В составе действующей армии:
- с 19 ноября 1941 года по 21 марта 1942 года.

## Командиры полка
- майор Капустин Иосиф Егорович (погиб)[2], 15.10.1941 — 21.03.1942

## В составе соединений и объединений
| Период             | Фронт (округ)                | Район                                | Дивизия                                                                          | Вооружение |
| ------------------ | ---------------------------- | ------------------------------------ | -------------------------------------------------------------------------------- | ---------- |
| 02.10.1941 г.      | Приволжский военный округ    | ВВС округа                           | 8-й запасной истребительный авиационный полк                                     | Як-1       |
| 15.10.1941 г.      | ПВО страны                   |                                      | 102-я истребительная авиационная дивизия ПВО                                     | Як-1       |
| 29.12.1941 года г. | Сталинградский военный округ | Сталинградский дивизионный район ПВО | 102-я истребительная авиационная дивизия ПВО                                     | Як-1       |
| 21.03.1942 г.      | Сталинградский военный округ | Сталинградский дивизионный район ПВО | 102-я истребительная авиационная дивизия ПВО (полк переименован в 788-й иап ПВО) | Як-1       |

## Первая известная воздушная победа полка
Первая известная воздушная победа полка в Отечественной войне одержана 1 января 1942 года: сержант Лямин Ю. В. в воздушном бою в районе северо-западнее Сталинграда сбил немецкий бомбардировщик Ju-88.

## Участие в операциях и битвах
- ПВО Сталинграда

## Самолёты на вооружении
| Период      | Самолёты |
| ----------- | -------- |
| 1941 — 1944 | Як-1     |